# Ларссон, Джейк
Джейк Микаэль Ларссон (швед. Jake Mikael Larsson; род. 9 января 1999, Швеция) — шведский футболист, полузащитник «Эребру».

## Клубная карьера
Футболом начал заниматься в клубе «Адольфсберг» в семь лет. В двенадцатилетнем возрасте попал в «Карлслунд», где прошёл путь от юношеской команды до взрослой. В феврале 2016 года подписал с клубом первый профессиональный контракт. 4 июня того же года впервые принял участие в официальном матче с «Аспудден-Теллус» в очередном туре второго шведского дивизиона, появившись на поле в середине второго тайма. За два сезона, проведённых в команде Карлссон сыграл 41 игру и забил семь мячей, чем помог «Карлслунду» выйти в первый дивизион.
В декабре 2017 года Джейк перешёл в «Хаммарбю», присоединившись к молодёжной команде клуба. В течение сезона Ларссон выступал за команды до 19 лет и до 21 года, забил 25 мячей в 25 матчах, и стал чемпионом Швеции с обоими возрастами.
В феврале 2019 года покинул «Хаммарбю» и перебрался в другой клуб, представляющий Алльсвенскан, «Эребру», подписав с ним контракт, рассчитанный на три года. Впервые в футболке нового клуба появился на поле 16 февраля в матче группового этапа кубка Швеции с ГАИС. 31 марта в игре первого тура против "Фалькенберга дебютировал в чемпионате страны, заменив в середине второго тайма Даниэля Бьёрнквиста. 24 апреля забил свой первый гол в Алльсвенскане, поразив ворота «Эльфсборга». По итогам сезона 2021 года вместе с командой занял предпоследнее место в турнирной таблице и вылетел в Суперэттан.

## Карьера в сборной
Выступал за молодёжную сборную Швеции. В её составе дебютировал 7 июня 2019 года в товарищеской встрече со сборной Норвегии. 15 октября в игре отборочного турнира к чемпионату Европы против Люксембурга Ларссон забил два мяча, чем обеспечил своей команде победу со счётом 3:0.

## Клубная статистика
| Выступление      | Выступление      | Выступление      | Лига | Лига | Кубки | Кубки | Конт. кубки | Конт. кубки | Итого | Итого |
| Клуб             | Лига             | Сезон            | Игры | Голы | Игры  | Голы  | Игры        | Голы        | Игры  | Голы  |
| ---------------- | ---------------- | ---------------- | ---- | ---- | ----- | ----- | ----------- | ----------- | ----- | ----- |
| Карлслунд        | Дивизион 2       | 2016             | 17   | 5    | 0     | 0     | 0           | 0           | 17    | 5     |
| Карлслунд        | Дивизион 2       | 2017             | 24   | 2    | 0     | 0     | 0           | 0           | 24    | 2     |
| Карлслунд        | Итого            | Итого            | 41   | 7    | 0     | 0     | 0           | 0           | 41    | 7     |
| Эльфсборг        | Алльсвенскан     | 2019             | 27   | 8    | 4     | 0     | 0           | 0           | 31    | 8     |
| Эльфсборг        | Алльсвенскан     | 2020             | 22   | 2    | 3     | 1     | 0           | 0           | 25    | 3     |
| Эльфсборг        | Алльсвенскан     | 2021             | 21   | 1    | 3     | 0     | 0           | 0           | 24    | 1     |
| Эльфсборг        | Итого            | Итого            | 70   | 11   | 10    | 1     | 0           | 0           | 80    | 12    |
| Всего за карьеру | Всего за карьеру | Всего за карьеру | 111  | 18   | 10    | 1     | 0           | 0           | 121   | 19    |